# Santi Sergio e Bacco
Santi Sergio e Bacco (lat. Diaconia Sanctorum Sergii et Bacchi) war eine der sieben ursprünglichen Diakonien in Rom, die von Papst Agatho im Jahre 678 errichtet wurden. Sie befand sich im VIII. Bezirk von Rom, innerhalb des Forum Romanum, nahe dem Septimius-Severus-Bogen. Während des Pontifikats von Papst Gregor III. (Papst) wurde die Diakonie und das Oratorium vergrößert. Im Jahre 1587 wurde die Diakonie von Papst Sixtus V. aufgelöst. Später wurde auch die Kirche abgerissen.

## Kardinaldiakon
- Dauferius (oder Desiderius), OSB (1058–1059)
- Aldo da Ferentino (1099 – circa 1122)
- Gregorio Tarquini (1122–1145)
- Raniero Marescotti (1145–1145 ? verstorben)
- Cinzio (oder Cincius oder Cencius) (1145–1148 verstorben)
- Greco (oder Grecus oder Greto oder Gretus) (1148 oder 1149 – 30. August 1149 ? verstorben)
- Giovanni (1150–1154 ? verstorben)
- Berardo (oder Bernardo) (1160–1161), Pseudokardinal von Viktor IV.
- Vitellio, O.S.B. Cas. (1164–1175 verstorben)
- Guglielmo (1172–1173), Pseudokardinal von Calixt III.
- Paolo (22. September 1178–1181 ? verstorben)
- Paolo Scolari (März 1179–1180 ernannt zum Kardinalpriester von Santa Pudenziana)
- Ottaviano di Paoli (1182–22. Februar 1189 ernannt zum Kardinalbischof von Ostia-Velletri)
- Lotario de’ Conti di Segni (1190–8. Januar 1198 gewählt zum Papst)
- Ottaviano di Paoli de’ Conti di Segni (1205–1231 verstorben)
- Pietro Colonna, in commendam (18. Juni 1288–August 1290 zurückgetreten)
- Gabriele Rangone, O.F.M.Obs., Titel pro hac vice (12. Dezember 1477–27. September 1486 verstorben)
- Maffeo Gherardi, OSB (1489–September 1492 verstorben)
- Giuliano Cesarini iuniore (23. September 1493–29. November 1503 ernannt zum Kardinaldiakon von Sant’Angelo in Pescheria)
- Francisco Desprats, Titel pro hac vice (12. Juni 1503–10. September 1504 verstorben)
- Giovanni Stefano Ferrero, Titel pro hac vice (22. Dezember 1505–5. Oktober 1510 verstorben)
- Alessandro Cesarini der Ältere (1517–1523)
- vakant (1523–1533)
- Odet de Coligny de Châtillon (10. November 1533–5. Februar 1549 ernannt zum Kardinaldiakon von Sant’Adriano al Foro)
- vakant (1549–1557)
- Vitellozzo Vitelli (24. März 1557–6. März 1559 ernannt zum Kardinaldiakon von Santa Maria in Portico)
- vakant (1559–1587)
- Diakonie aufgehoben 1587